# Zong Bing
Zong Bing alias Zong Shaowen (décès 443) est un peintre chinois, théoricien de la peinture de paysage. Issue d'une famille de hauts fonctionnaires, il est né à Nanyang (Henan) en 375 et a vécu à Jiangling (Hubei). Il se rend dans les montagnes de la Chine centrale où il rencontre le moine bouddhiste Huiyuan (334-416) dont il devient le disciple. De retour chez lui, il commence à peindre des paysages lui rappelant ses voyages, et revendique pour le peintre un statut équivalent au sage. Il rédige le premier traité de peinture de paysage connu dans l'histoire, l'Introduction à la peinture de paysage (Hua shanshui xu). Il meurt en 443.